# Каміль Дригас
Каміль Дригас (пол. Kamil Drygas, нар. 7 вересня 1991, Кемпно, Польща) — польський футболіст, центральний півзахисник клубу «Погонь» (Щецин).

## Клубна кар'єра
Каміль Дригас народився у місті Кемпно і грати у футбол починав у місцевому клубі аматорського рівня. У 2007 році футболіст приєднався до молодіжного складу «Леха». У 2010 році Дригас підписав з клубом професійний контракт і в тому ж році дебютував у першій команді у матчах кваліфікації Ліги чемпіонів.
Та закріпитися в основі познаньського клубу Дригас не зумів і в 2012 році відправився в оренду у клуб Першої ліги «Завіша» з міста Бидгощ. В тому ж сезоні своєю грою Дригас допоміг клубу виграти турнір Першої ліги і керівництво клубу запропонувало півзахиснику повноцінний контракт. У 2014 році у складі «Завіши» Каміль Дригас виграв Кубок та Суперкубок Польщі.
У січні 2016 року Дригас підписав контракт з клубом «Погонь».

## Збірна
У 2011 році Каміль Дригас зіграв два матчі у молодіжній збірній Польщі.

## Досягнення
Лех
 Чемпіон Польщі: 2009/10
Завіша
 Переможець Кубка Польщі: 2013/14
 Переможець Суперкубка: 2014